# Phyllis Webstad
Phyllis Jack Webstad, née en 1967, est une autrice du Nord Secwepemc (Shuswap) de la Première Nation Stswecem'c Xgat'tem et la créatrice de la Journée du chandail orange, une journée de commémoration au Canada qui a été désignée jour férié de la Journée nationale de la vérité et de la réconciliation. Elle est une survivante des pensionnats des Premières Nations,,,. Elle est l'autrice de plusieurs livres dont un album qui décrit et explique son expérience au sein du système des pensionnats indiens,,,.

## Journée nationale pour la vérité et la réconciliation
L'inspiration pour la Journée nationale de la vérité et de la réconciliation, appelée à l'origine Journée du chandail orange, provient de Phyllis Webstad. Cette dernière partage son histoire dans le cadre d'une initiative de commémoration des pensionnats de la St. Joseph Mission (SJM) et d'un événement organisé à Williams Lake, en Colombie Britannique (Canada) au printemps 2013. Webstad raconte la première journée au pensionnat à l'âge de six ans alors qu'on lui a retiré son nouveau chandail orange que sa grand-mère lui avait offert pour cette rentrée. Ce chandail ne lui a jamais été rendu. La chandail orange symbolise désormais la façon dont le système des pensionnats a tenté de supprimer l’identité autochtone des enfants,,,. 
La Journée du chandail orange constitue un héritage du projet SJM et souligne la période de l'année où les enfants autochtones étaient historiquement retirés de leur foyer pour être amenés dans les pensionnats. Le slogan officiel de la journée, « Chaque enfant compte », rappelle aux Canadiens et Canadiennes que les expériences culturelles de tous et toutes sont importantes ,. Cette journée de commémoration a lieu chaque année le 30 septembre. Il s'agit d'une journée nationale du souvenir pour les communautés canadiennes et où la population est encouragée à porter un haut de couleur orange. Le gouvernement a déclaré la journée de commémoration fériée pour les employés fédéraux en 2021.
En plus de porter un chandail orange, les Canadiens et Canadiennes sont encouragés à en apprendre davantage sur l'histoire des pensionnats et leurs pratiques assimilatrices en s'inspirant notamment de l'expérience de Phyllis telle qu'elle la raconte. Par exemple, de nombreuses communautés organisent des marches commémoratives, des projections de films et des conférences publiques, des expositions de livres, pour contribuer à une plus grande sensibilisation pour l’histoire autochtone. Les établissements scolaires de partout au Canada ont commencé à profiter de cet événement pour enseigner aux élèves ainsi qu'aux étudiants, l'histoire et les conséquences du système des pensionnats.
Le film documentaire 2021 de Sean Stiller, Returning Home la présente.

## Œuvres

### Albums
- Webstad P. Nicol B. & Payette M.-C. (2020). Le chandail orange de phyllis. Medicine Wheel Education.
- Webstad P. Kewageshig E. & Payette M.-C. (2022). Avec nos cœurs orange. Medicine Wheel Publishing.
- Webstad P. Harvey K. & Payette M.-C. (2023). Chaque enfant compte. Medicine Wheel Publishing.

### Récit
- Webstad P. & Markovskaia L. (2022). Derrière l'histoire du chandail orange : un recueil de témoignages livrés par les proches de Phyllis Webstad racontant leur vie avant pendant et après leurs expériences dans les pensionnats autochtones. Medicine Wheel Education.

### Filmographie
- Returning Home, documentaire (2021) réalisé par Sean Stiller.